# Shattered Horizon
Shattered Horizon (с англ. — «Разрушенный горизонт») — компьютерная игра, научно-фантастический многопользовательский шутер от первого лица, разработанный финской компанией Futuremark Games Studio. Shattered Horizon является первой коммерческой игрой данной компании. Первоначально игра называлась Codename Pwnage, однако во время выставки Games Convention 2008 стало известно, что разработчики сменили название игры на нынешнее. Игра вышла 4 ноября 2009 года на ПК и распространяется через сервис цифровой дистрибуции Steam. Кроме того, игра доступна в розничной продаже в таких странах, как Великобритания, Германия, Швейцария, Австрия, Франция и Россия. Распространением игры на дисках в вышеперечисленных странах занимаются компании PQube, Headup Games, Tradewest Games и Акелла.

## Игровой процесс
Shattered Horizon ориентирован как мультиплеерный шутер от первого лица, где игроки сражаются в открытом космосе в условиях нулевой гравитации (невесомости) в окружении разбитых остатков орбитальной инфраструктуры Земли и миллиардов тонн скалистых обломков лунной породы. Игроки имеют полную свободу передвижения и шесть степеней свободы. Используя нулевую гравитацию совместно с открытыми пространствами, игроки имеют возможность вести свою собственную тактику и стратегию боя, которые являются недоступными в современных шутерах из-за присутствия в них силы тяготения.
Разработчики игры заявляют, что без гравитации игроки испытают новый тип геймплея, который, хотя и является похожим на шутеры, однако всё же имеет отличия, которых нет ни в одной другой игре.
Скафандры, в которые одеты игроки, оборудованы реактивными ранцами (англ. jet pack), которые позволяют осуществлять полеты в пространстве. Есть возможность ускорения (форсажа), которая может работать до пяти секунд в зависимости от «зарядки» топливных элементов. После использования форсажа необходимо некоторое время до того, чтобы совершить это действие ещё раз, что обусловлено временем наполнения топливных батарей.
Кроме того, при помощи магнитных ботинков скафандры имеют возможность «стыковаться» с определёнными космическими объектами, что даёт возможность игрокам «ходить» по поверхностям, независимо от их ориентации в пространстве.
В игре нет аптечек, так как скафандр при повреждении выполняет функцию автолечения. Однако данная функция может восполнить запас здоровья скафандра лишь наполовину от первоначального.
Одной из ключевых особенностей скафандра игрока является бортовой компьютер. Данный компьютер выполняет множество функций, важнейшей из которых является функция симуляции звука. В вакууме звук, который представляет собой колебания воздушной среды с разными частотами, отсутствует. Вместе с тем отсутствие звукового сопровождения в игре могло бы повредить геймплей и игровые ощущения, поэтому Futuremark в целях сохранения геймплея и реалистичности привнесла в игру полноценное звуковое сопровождение, объяснив его компьютерной симуляцией. Согласно сеттингу игры, бортовой компьютер искусственно симулирует игроку все звуки: работу двигателей, звуки своих выстрелов, звуки шагов, и даже шумы, генерируемые врагами и окружением (звуки попадания пуль в преграды и врагов, взрывы гранат и т. д.).
Важной функцией компьютера в скафандре является радар. Радар отображается на экране как сфера, в центре которой размещён игрок. На радаре отображаются позиции ближайших к игроку союзников. При визуальном обнаружении врагов на небольших расстояниях на радаре помечаются их позиции, а диаметр точки на радаре зависит от расстояния между врагом и игроком. Кроме этого, после того как враг «зафиксируется» на радаре, он также обводится красной рамкой в интерфейсе игрока, даже если визуальная видимость с врагом потеряна. Зафиксированные враги также отображаются на радарах союзных игроков.
Во время игры игрок имеет возможность использовать режим «Silent Running» (с англ. — «тихий бег»). При активации этого режима в скафандре отключается бортовой компьютер и все системы, включая симуляцию звука, HUD, реактивный двигатель, радар, датчики оружия. Также отключается возможность прилипать к поверхностям. Вместе с тем система жизнеобеспечения и возможность стрельбы и ближнего боя остаются. Преимущество «Silent Running» состоит в том, что с отключением всех систем на скафандре отключаются отличительные световые маяки и реактивные моторы. Скафандр не испускает никакого свечения, поэтому его намного сложнее визуально заметить. Кроме того, в режиме «Silent Running» скафандр не помечается и не фиксируется вражескими радарами. Ещё одной немаловажной особенностью «Silent Running» является полная невосприимчивость скафандра к электромагнитным гранатам EMP. Так как все системы скафандра отключены, электромагнитный импульс не может вывести их из строя. «Silent Running» может быть выключен в любой момент, процесс активации всех систем скафандра занимает около пяти секунд. По словам разработчиков, режим «Silent Mode» был добавлен в игру на этапе её бета-тестирования и они сделали этот режим для тех игроков, которые хотят оставаться незаметными, а также для любителей ближнего боя.
Максимальное количество игроков в одном матче ограничено 32. Боты присутствуют.

## Сюжет
Согласно сюжету игры, в 2034 году человечество колонизировало Луну и частные компании, которые взяли её под контроль, начали на ней добычу полезных ископаемых. Эти компании пожинают огромную прибыль с добычи ресурсов на Луне, однако вскоре их жадность приводит к наибольшему несчастному случаю в горной промышленности за всю историю человечества. По причине того, что компании вели сверх эксплуатацию новой опасной техники добывания ресурсов под названием «Incite Mining», происходит катастрофа беспрецедентного масштаба. Взрыв выбрасывает миллиарды тонн скалистых развалин Луны в направлении Земли.
Обломки и осколки Луны, захваченные гравитацией Земли, образуют пояс обломков на орбите вокруг Земли и становятся известными как Дуга (англ. Arc), названная в честь их драматической формы (пояс видно на вечернем ночном небе). Люди на Земле, окруженной развалинами Луны, имеют шанс спасти тысячи людей, которые остались на орбите в обломках разрушенных космических станциях.
Астронавты Международного Космического агентства (англ. Internatonal Space Agency — англ. ISA) и учёные, оказавшиеся в ловушке на разбитой Международной Космической Станции, имеют информацию про людей, ответственных за катастрофу на Луне. Оружие является последней поставкой на МКС с Земли перед катастрофой.
Кооператив Горной промышленности Луны (англ. Moon Mining Cooperative), ответственный за данный катаклизм, предстаёт перед серьёзными проблемами после катаклизма. Отрезанные от Земли, они видят независимость и самостоятельность Луны как их единственное возможное будущее и Международное космическое агентство как угрозу их существованию.
Эти две стороны вовлечены в вооружённое столкновение. Ведутся отчаянные бои за стратегические местоположения и скудные поставки с Земли. Контроль над Дугой теперь определяет различие между выживанием и смертью в космосе.

### Другие фракции
Zero-G Sports Entertainment Inc. (ZGSE)
Единственной отсылкой на компанию ZGSE является новостной билборд, установленный на карте Moondust. Согласно ему, эта компания является организатором спортивных игр в условиях нулевой гравитации. Они боролись с финансовыми проблемами четыре года, но перед инцидентом возобновили свои игры, подписав договор с компанией MMC, которая стала их основным спонсором.
Quantamun
Эта компания работала на Луне до катастрофы, в основном занималась изучением квантовой физики. В их распоряжении имелись ускорители частиц на поверхности и под ней, ценные костюмы и реактор, который был нужен для работы ускорителей. Остатки имущества компании после катастрофы можно исследовать на карте Searchlight.

## Разработка игры

Скриншот из игры. В руках протагониста находится винтовка старого варианта «RK41-v MPAC». На дисплее винтовки показано количество патронов в магазине, а также выбранный тип гранат и их общее количество. В нижней части экрана расположен радар, который отображает находящихся поблизости игроков. Действия происходят на карте The Arc.

### Разработка до официального анонса
29 января 2008 года компания «Futuremark» объявила о создании новой дочерней компании «Futuremark Games Studio», которая будет заниматься исключительно разработкой компьютерных игр. После окончания формирования новой компании Futuremark Games Studio неофициально анонсировала свою первую коммерческою компьютерную игру с предварительным названием «Codename Pwnage». «Компания Futuremark преданно разрабатывает компьютерную игру, основанную на новой интеллектуальной собственности. Эта игра будет объединять геймплей высшего качества и ошеломляющие графические технологии, которые являются установленным списком заслуг нашей компании. В течение многих лет наши фанаты спрашивали нас, когда мы начнём делать игры. Очень скоро они получат ответ.» — сказал Терро Саркинен (англ. Tero Sarkkinen), исполнительный директор Futuremark Corporation по поводу её открытия.
26 февраля 2008 года Futuremark зарегистрировала новую торговую марку «PWNAGE» в United States Patent and Trademark Office.
Сразу после регистрации торговой марки «PWNAGE» игровая общественность была озадачена её названием и значением. Журналисты выражали удивление и непонимание по поводу такой торговой марки. В ответ на это Юкка Мякинен (англ. Jukka Makinen), исполнительный продюсер компании, 4 марта на форуме сайта YouGamers.com заявил, что регистрация «PWNAGE» была сделана не с целью получения прибыли и не для того, чтобы зарезервировать данное слово, а исключительно с целью защиты компании от киберсквоттинга. Также были проведены аналогии с сайтом Pwned.Com.
16 марта 2008 года торговая марка «PWNAGE» была отменена по причине неиспользования поданного заявления.
В мае 2008 года, в 5-м выпуске финского варианта журнала GameReactor было опубликовано превью к игре, в котором были показаны первые арты из игры, и другая информация относительно планов на игру.

### Разработка после официального анонса
19 августа 2008 года Futuremark Games Studio на лейпцигской выставке Games Convention 2008, которая проходила в Лейпциге, Германия с 21 по 24 августа, официально анонсировала игру, раскрыла новые детали об игре, а также сменила старое предварительное название «Codename Pwnage» на новое официальное «Shattered Horizon». Также Futuremark Games Studio впервые показала журналистам рабочую версию игры.
21 августа 2008 года известный игровой сайт GameSpot в своём первом предобзоре отмечает, что игра имеет «действительно отличные предпосылки» и что геймплей «обещает извлечь выгоду» с этой предпосылки. В этот же день в обзоре игры на сайте YouGamers ведущий программист Futuremark Games Studio, Юсси Маркканен (англ. Jussi Markkanen) заявил, что Shattered Horizon разрабатывается только под DX10.
22 августа 2008 года в сети появились два новых предварительных скриншота игры, а также первый ролик игры в HD качестве длительностью 1.40 мин. В ролике не показано игровой графики или геймплея.
25 августа 2008 года Futuremark Games Studio объявила о том, что их игра присоединяется к программе «NVIDIA®: The Way It’s Meant To Be Played».
Также 25 августа 2008 года был выпущен пакет обоев игры. В пакет входит 4 изображения в качестве 2560*1600 пикселей.
12 сентября 2009 года у Антти Суммалы взял интервью сайт OCModShop.com, было сказано о технической стороне игры: "В основном игра была разработана на собственных технологиях, но мы также использовали некоторые другие технологии.
30 сентября 2008 года на официальном форуме игры появилась новость о том, что Futuremark показала расширенный тизер-трейлер игры на Nvision и на Cames Convention в Лейпциге. Длительность ролика составляет 2.15 мин. в HD-качестве. Сам тизер-трейлер представляет собой сборку выпусков теленовостей по всему миру, которые оповещают мир про катастрофу на Луне. Игрового процесса в ролике не показано.
12 июня 2009 года появились 2 новых скриншота игры в разрешении 1280*800. Первый скриншот изображает поломанную космическую станцию в космосе, а другой — кусок астероида, на котором расположена разрушенная космическая станция. В этот же день было объявлено о бета-тестировании игры, которое будет происходить летом 2009 года. На официальном сайте игры можно подписаться на участие в тестировании. Также были объявлены предварительные системные требования для игры. Чтобы участвовать в бета-тестировании, компьютер должен соответствовать минимальным требованиям, а также нужно иметь профиль в системе Steam.
16 июня 2009 года Futuremark, на своем сайте опубликовала новый пресс-релиз под названием «Beta testers wanted for Shattered Horizon». В пресс-релизе кратко описывалась игра, а также некоторые подробности относительно бета-тестирования игры. Также стало известно о том, что Futuremark представляет свою игру на конференции GamesCom, которая будет проходить 19—23 августа.
15 июня 2009 года польский игровой сайт «Gry Komputerowe» взял интервью у Антти Суммалы (англ. Antti Summala), главного гейм-дизайнера игры. В интервью журналист задал Саммалле много вопросов, на большинство из которых он не дал ответа, мотивировав это тем, что ещё «Слишком рано говорить об этом».
20 июля 2009 года разработчики игры опубликовали пресс-релиз, посвящённый 40-летию высадки человека на Луну. Вместе с пресс-релизом были опубликованы два новых скриншота из игры. Также стало известно о том, что события в игре будут происходить в 2049 году — ровно через 40 лет после выпуска данного пресс-релиза и ровно через 80 лет после первого посещения Луны человеком. «Миссия „Аполлон“ все ещё вдохновляет, даже при том, что она произошла за много лет до того, как родилось большинство игроков», — заявил в пресс-релизе Антти Суммала. «В Shattered Horizon мы пытаемся представить себе то, чего человек может добиться в течение ближайших 40 лет, какие события могут произойти с человечеством. Возвращение на Луну. Колонизация и коммерциализация. И катастрофический инцидент, который навсегда изменяет ночное небо и угрожает будущему всего человечества».
24 августа 2009 года приём заявок на бета-тестирование игры был завершен.
С 19 по 23 августа 2009 года на игровой выставке GamesCom разработчиками игры было опубликовано множество новостей относительно игры. В это время была также открыта карточка компании разработчика на сайте Facebook.

### GamesCom 2009
Было показано 4 новых скриншота игры. Член команды разработчиков Антти Суммала на протяжении часа отвечал на вопросы публики. В своих словах он заметил, что игра будет распространяться только через сервисы цифровой дистрибуции, включая Steam, а также то, что разработчики игры заключили контракт с фирмой NaturalMotion. Предварительная дата начала тестирования была 1 сентября.
Также появились новости о открытом бета-тестировании; было выбрано первых 2 000 игроков, которые будут участвовать в нём. Для бета-тестеров был открыт специальный закрытый форум.
На официальном форуме игры была раскрыта информация относительно локаций, оружия, режимов игры в бета-версии игры.
Во время выставки Антти Суммала заявил, что Futuremark заключила договор с фирмой NaturalMotion. Вследствие этого в игре будет использоваться анимационный движок Morpheme.

### Продолжение разработки игры
12 сентября 2009 года журналист Гарет фон Калленбах (Gareth Von Kallenbach) взял интервью у Антти Суммалы, в котором обговаривались вопросы относительно особенностей игры.
28 сентября 2009 года на официальном сайте разработчиков был опубликован пресс-релиз, в котором заявлялось, что игроки получают последний шанс поучаствовать в бета-тестировании игры. Было сказано, что все заявки, поданные до 5 октября, будут приняты, и что период бета-тестирования окончится около 12 октября.
19 октября 2009 года вышел новый пресс-релиз на официальном сайте Futuremark относительно игры. Вместе с ним был опубликован новый трейлер игры, который состоит из геймплейных моментов в игре. Также официальный сайт игры был переработан, добавлено много новой информации относительно уровней в игре, а также 4 новых скриншота. Было объявлено о присвоении игре рейтинга «Teen» компанией ESRB. На официальном сайте была размещена информация относительно саундтрека и композитора игры.

22 октября 2009 года стали известны официальные системные требования игры, которые были опубликованы в пресс-релизе Futuremark под названием «Shattered Horizon™ — minimum requirements revealed for DirectX 10 shooter». По этому поводу Юкка Мякинен, исполнительный продюсер Futuremark Games Studio, дал интервью:
"ПК очень быстро отрывается от консолей, когда речь идет о графических возможностях. Поэтому мы разрабатываем Shattered Horizon эксклюзивно под ПК и не согласны на какие-либо компромиссы. Все, начиная от графики и управления, вплоть до интерфейса и поддержку выделенных серверов, было разработано для игроков, которые любят играть в FPS-игры."
26 октября 2009 года Futuremark в своём пресс-релизе объявила подробности о дате выхода игры, а также её стоимости. Дата выхода игры — 4 ноября 2009 года. Также начался приём предзаказов на игру. Было объявлено, что игроки, которые сделают предзаказ на игру, получат скидку в цене на 10 %, а также возможность протестировать игровые карты перед выходом следующего DCL. Игроки, которые участвовали в бета-тестировании, получат скидку 25 %.
26 октября 2009 года разработчики игры опубликовали в пресс-релизе подробности относительно саундтрека к игре. Стало известно, что музыку к игре писал Маркус Каарлонен, участник финской музыкальной группы «Poets of the Fall». Вместе с этим был также выпущен музыкальный трейлер игры, в котором на протяжении 5 минут играет одна из композиций игры, а также показывается интервью с одним из создателей саундтрека.
1 ноября 2009 года разработчики игры опубликовали набор инструментов и изображений для создания фан-сайта игры под названием «Shattered Horizon Fansite Kit». Пакет содержит аватары, подписи, обложки, скриншоты к игре.
2 ноября 2009 года был опубликован предрелизный трейлер игры под названием Shattered Horizon «Escalation» и новый пресс-релиз. Трейлер, длительностью 3 мин 4 с полностью раскрывает геймплей игры, показывает 4 игровых локации и т. д. Также было опубликовано 4 новых скриншота с игры.
4 ноября 2009 года состоялся релиз игры. Пользователи, которые сделали предварительный заказ игры, получили возможность на её скачивание. Все скидки на цену игры были аннулированы. Возможность купить игру осуществляется двумя способами: покупка через сервис Steam непосредственно, и покупка через сервис Futuremark Store, когда 100 процентов прибыли получают разработчики игры. При покупке через 2 способ игрок получает ключ активации игры, и скачивает её с помощью функции «Активировать через Steam». Также было заявлено, что разработчики активно работают над новым полностью бесплатным для всех игроков дополнением к игре.

## Продажи игры
С 9 по 15 ноября 2009 года Shattered Horizon занял 9-е место в списке Топ 10 лучших продаж через сервис Steam.
С 24 декабря 2009 года по 3 января 2010 года игру можно было приобрести за скидкой 25 % от первоначальной цены. Также на протяжении 21 декабря цена на игру была снижена на 75 % от её цены.
21 декабря 2009 года Разработчики игры выпустили новую сборку для покупки игры через сервис Steam под названием «Clan Pack». В пакет включены 4 копии игры по цене 59.99 долларов.
17 февраля 2010 года был объявлена акция, которая действовала с 19—21 февраля 2010 года. В этот период времени можно было купить игру со скидкой 50 % от первоначальной цены или бесплатно скачать игру через Steam, и играть полную версию 3 дня. Акция была названа «Shattered Horizon Weekend».
В период с 5—12 мая 2010 года, после выхода второго дополнения к игре было объявлено о снижении стоимости покупки игры на 25 процентов.
27 мая 2010 года было выпущено 2 пресс-релиза компаний Headup Games и PQube, в которых говорилось об издании коробочных версий игры на территории стран Германии и Англии. Германский издатель Headup Games выпустит локализованную версию игры на немецком языке под названием «Shattered Horizon — Premium Edition» 12 августа 2010 года, а английский издатель PQube выпустит коробочную версию игры в августе 2010 года. Обе версии игры будут выпущены только под PC.
В период с 3 — 6 июня 2010 года было объявлено о снижении стоимости цены на игру в сервисе Steam на 50 процентов. Также на протяжении этого периода времени игроки смогут скачать и играть в игру бесплатно. «Shattered Horizon продолжает развиваться по мере добавления новых элементов по просьбам сообщества», — сказал Яакко Хаапасало, глава Futuremark Games Studio. «На протяжении этого уик-энда все игроки смогут сыграть в игру бесплатно, обновлённую, включающую дополнение Firepower. И, если игра им понравится, они смогут купить её по сниженной цене — $9.99 / Ђ9.99.»
19 июля 2010 года было заявлено о том, что компания Tradewest Games, занимающаяся издательством компьютерных игр, выпустит Shattered Horizon на территории Франции, локализированную на французский язык. Начало продаж состоится 8 октября 2010 года в виде коробочной версии.
6 сентября 2010 года российская компания Акелла заявила на своём официальном сайте о том, что издаст игру на территории России в виде коробочной версии. Также была названа предварительная дата появления игры в розничной продаже — IV квартал 2010 года.
1 ноября 2010 года были опубликованы подробности о новом уик-энде «Frontiers», посвященном годовщине выпуска игры (4 ноября 2009). Данное мероприятие проводилось в сообществе компаний Fatshark и Futuremark. За условиями уик-энда игроки в период 4—7 ноября имели возможность скачать и играть в игры Shattered Horizon и Lead and Gold: Gangs. Также стоимость обеих игр в этот период была снижена на 60 процентов.
24 ноября 2010 года на официальном сайте русского издателя Акелла были опубликованы подробности относительно выхода игры в России, а также была показана обложка диска, в котором будет распространяться игра.
В декабре 2010 года русский дистрибьютор игры, компания Акелла, перенесла дату выхода игры в розничной продаже, в России была перенесена из декабря 2010 года на I квартал 2011 года.
16 февраля 2011 года компания Акелла заявила о выходе игры в розничную продажу на территории России, переведенной на русский язык под названием «Shattered Horizon: Взорвать горизонт».
4 апреля 2011 года, сразу после выхода третьего DLC, разработчики игры сделали скидку на покупку игры в размере 50 % от первоначальной стоимости в период 4—11 апреля.

### Специальное издание

Содержание специального издания от компании Pqube.

27 августа 2010 года компания Pqube на территории Великобритании выпустила специальное коробочное издание игры, под названием «Shattered Horizon: Premium Edition». На следующий день Headup Games на территории Германии, Австрии и Швейцарии выпустила подобное издание, под таким же названием. Затем 15 октября 2010 года Tradewest Games выпустила коробочную версию игры на территории Франции в формате специального издания.
| Комплектация специального издания у разных дистрибьюторов | Комплектация специального издания у разных дистрибьюторов                                                                 | Комплектация специального издания у разных дистрибьюторов | Комплектация специального издания у разных дистрибьюторов | Комплектация специального издания у разных дистрибьюторов |
| №                                                         | Компоненты издания | Pqube                                                     | Headup Games                                              | Tradewest Games                                           |
| --------------------------------------------------------- | --- | --------------------------------------------------------- | --------------------------------------------------------- | --------------------------------------------------------- |
| 1.                                                        | Диск с игрой, включая дополнения Moonrise и Firepower                                                                     | Есть                                                      | Есть                                                      | Есть                                                      |
| 2.                                                        | Брошюра с руководством по игре                                                                                            | Есть                                                      | Есть                                                      | Нет                                                       |
| 3.                                                        | Набор из 16 наклеек на тематику игры                                                                                      | Есть                                                      | Есть                                                      | Есть                                                      |
| 4.                                                        | Карточка с иллюстрированным руководством по использованию клавиатуры и мыши в игре, а с другой стороны панорама карты ISS | Есть                                                      | Нет                                                       | Нет                                                       |
| 5.                                                        | Настенный плакат с изображением протагониста игры                                                                         | Нет                                                       | Есть                                                      | Есть                                                      |

## Технологии
| Системные требования    | Системные требования                              | Системные требования                               |
| ----------------------- | ------------------------------------------------- | -------------------------------------------------- |
|                         | Минимальные                                       | Рекомендуемые                                      |
| Microsoft Windows       |                                                   |                                                    |
| ОС                      | Windows Vista SP1/SP2, Windows 7                  | Windows Vista SP1/SP2, Windows 7                   |
| ЦПУ                     | Intel Core 2 Duo E6600 / AMD Athlon64 X2 5600+    | Intel Core 2 Quad Q6600 / AMD Phenom II X4 940     |
| Объём ОЗУ               | 2GB                                               | 2GB                                                |
| Место на диске          | 1.5 GB                                            | 1.5 GB                                             |
| Информационный носитель | Steam                                             | Steam                                              |
| Видеокарта              | NVIDIA GeForce 8800GT / ATI Radeon HD 3870, 256MB | NVIDIA GeForce GTX 260 / ATI Radeon HD 4870, 512MB |
| Звуковая плата          | Windows Vista-совместимая звуковая карта          | Windows Vista-совместимая звуковая карта           |
| Сеть                    | Широкополосное интернет-соединение                | Широкополосное интернет-соединение                 |
| Устройства ввода        | клавиатура, Мышь                                  | клавиатура, Мышь, Микрофон                         |

В игре используется игровой движок собственной разработки компании Futuremark. Согласно заявлениям разработчиков, в качестве графического движка используется тот движок, который задействован в бенчмарке «3DMark Vantage» в тесте «New Calico».
В качестве физического движка выступает nVidia PhysX (ранее — Ageia PhysX). Об этом было официально объявлено 26 августа 2008 года на выставке Nvision 08 в Санта-Кларе (англ. Santa Clara). Также было заявлено, что расчет физики в игре осуществляется только с помощью центрального процессора; графический процессор не участвует в физических вычислениях. «PhysX является необходим для того, чтобы наши дизайнеры могли создать реалистичные и весёлые бои в невесомости», — сказал по этому поводу Юкка Макинен, исполнительный продюсер Futuremark Games Studio.
Игра разработана только под DirectX 10. По словам разработчиков, это связано с тем, что игра работает на движке «3DMark Vantage», который также ориентирован исключительно под DX10.
В игре используются некоторые другие технологии, а именно: Natural Motion’s Morpheme, Umbra occlusion culling, Firelight Technologies’ FMOD и NVIDIA PhysX.

Игра использует технологию Umbra компании Umbra Software для оптимизации графического движка игры. По этому поводу Юкка Макинен сказал:
Интегрировать эту технологию в игру было не просто, но мы увидели значительный прирост производительности. На наш взгляд, Umbra является необходимым инструментом для реализации наших идей в игре Shattered Horizon.
Игра использует тени от единственного источника света в игре — солнца, которые являются предпросчитанными заранее. Это сделано для того, чтобы сократить время загрузки уровней, а также для оптимизации игры. Игра использует собственно улучшенную разработчиками игры версию алгоритма Screen Space Ambient Occlusion.

## Саундтрек
Музыку к игре написал штатный композитор Futuremark Маркус «Капитан» Каарлонен (англ. Markus "Captain" Kaarlonen), один из центральных участников финской музыкальной группы «Poets of the Fall». На вопрос «Как именно к вам пришла возможность написать музыку к игре Shattered Horizon?» он ответил: 
Возможно, тот факт, что я уже раньше иногда работал на Futuremark, повлиял на это. Мой старый друг Ник Ренквист, который занимался звуковыми эффектами в игре, позвонил мне. А из-за того, что мы оба всегда любили кинематографические саундтреки, я не стал думать дважды. Поэтому я был польщен, когда услышал, что меня просят написать музыку к игре «Shattered Horizon». Игра смотрится великолепно и она вдохновила меня и помогла мне превратить изображение в музыку.
12 февраля 2010 года разработчики игры опубликовали для свободного скачивания полный саундтрек к игре на официальном сайте игры. Всего в официальный саундтрек вошло 3 композиции.
Список композиций
1. Battle Theme — 03:40
2. Main Theme — 05:19
3. Space Theme — 02:12

## Рецензии и награды
| Сводный рейтинг       | Сводный рейтинг   |
| Агрегатор             | Оценка            |
| --------------------- | ----------------- |
| GameRankings          | 72,45 %           |
| Metacritic            | 72 % (30 обзоров) |
| MobyRank              | 78 % (8 обзоров)  |
| Иноязычные издания    |                   |
| Издание               | Оценка            |
| Eurogamer             | 6/10              |
| GameSpot              | 7,5/10            |
| GamesRadar+           | 6/10              |
| PC Gamer (UK)         | 62 %              |
| The Adrenaline Vault  | 4/5               |
| GameStar.de           | 67 %              |
| Bit-tech.net          | 7/10              |
| Русскоязычные издания |                   |
| Издание               | Оценка            |
| Absolute Games        | 40 %              |
| StopGame.ru           | ниже 50 %         |
| «Игромания»           | 6,5/10            |
| «Страна игр»          | 5,5/10            |
| GameGPU               | 60 %              |

### Оценки игры в зарубежной прессе
2 ноября 2009 года игровой обозреватель Adrenaline Vault опубликовал рецензию на игру ещё за 2 дня до её выхода, наградив её 4 баллами из 5 (что соответствует 80 %). В итоге игра получила статус «Поиграйте это». Вердикт обозревателя: «Несмотря на большие системные требования, игра представляет собой веселый мультиплеерный шутер, где всё на своих местах. Как на $19 — это совсем не плохой продукт, но для того, чтобы увидеть все прелести Shattered Horizon, вам придется проапгрейдить свой ПК, а это будет стоить намного больше, чем сама игра».
7 ноября 2009 года на сайте Bit-tech.net был опубликован обширный обзор на игру, который состоял из 4 страниц. В данном обзоре автор сделал полный разбор составляющих игры (графика, геймплей и т. д.) и выделил их особенности и недостатки. Игра получила 7 баллов из 10. В итоге было сказано: «Геймплей, вместе с нулевой гравитацией оригинален и окупает те деньги, которые вы затратите на покупку игры. Но в целом мы чувствовали, что это преимущество недостаточно весомо, чтобы выдержать вес множеств недостатков, которые имеет игра. Futuremark заслуживает похвалы за целенаправленную разработку оригинальной игры, но также мы хотели бы видеть большое количество загружаемого контента, который будет добавлен в игру для того, чтобы превратить её в настоящий сногсшибательный шутер.»
9 ноября 2009 года на игровом сайте Eurogamer был опубликован обзор на игру Shattered Horizon, и оценка игры составила 60 %. В итоге обзора было сказано: «Если бы в игре были разные средства передвижение, классы, больше инвентаря, то это бы заставило меня изучать её больше. Эта игра не убивает мое свободное время и не вызывает утомление. Я наслаждался временем, когда возился с ней, но я не чувствую себя вынужденным вернуться к ней для её более серьёзного рассмотрения.»

9 ноября 2009 года немецкий игровой журнал GameStar опубликовал обзор к игре и поставил оценку 67 %. К недостаткам журналисты отнесли малое количество полигонов, малое количество оружия и карт, отсутствие ботов и т. д. К достоинствам отнесли красивые тени и текстуры, неплохую фоновую музыку, отсутствие проблем с балансом, ощущение невесомости, и др. Игра получила статус «SEHR GUT» (с нем. — «Очень хорошо»)
11 ноября 2009 года крупнейший игровой сайт GameSpot написал обзор к игре, в результате которого игра получила оценку 7,5 из 10 баллов. В итоге было написано: «Shattered Horizon предлагает что-то новое для фанатов мультиплеерных шутеров при том, что имеет нехватку контента. Если Futuremark сделает больше карт и режимов игры, то игроки получат настоящий хит в свои руки. Это особенно актуально, учитывая тот факт, что значительное количество людей, похоже, будут играть в онлайн-игры в первые дни после их запуска».
3 декабря 2009 года крупный игровой обозреватель GamesRadar опубликовал обзор, в котором автор присвоил игре 6 баллов из 10. К достоинствам игры были отнесены уникальность в концепции, хорошо продуманное управление протагонистом, 3D-радар и хорошую систему повреждений. К недостаткам были отнесены малое количество уровней, режимов игры, а также то, что новизна игры не способна завлечь надолго игрока.
В январском номере за 2010 год крупного международного игрового журнала PC Gamer была опубликована рецензия на игру, в которой автор оценил игру 62 %. В заключение было сказано: «Я никогда ещё в огромном пространстве космоса не чувствовал себя столь ограниченным.»

### Оценки игры в русскоязычной прессе
18 ноября 2009 года на сайте MGnews.ru была опубликована рецензия на Shattered Horizon, в которой описывались её плюсы и минусы. «Вывод таков, что в Shattered Horizon стоит поиграть, посмотреть на оригинальность, но вам не хватит сил долго ею увлекаться и восхищаться».

В рецензии журнала Игромания игра получила 6,5 баллов из 10. Вердикт звучал так: 
Shattered Horizon вступает в прямой конфликт с Section 8 — это единственные две футуристические игры в жанре за последнее время, похожие по духу и принципу исполнения. По набору формальных признаков Section 8 вроде бы даже лучше: карты разнообразнее, оружия много, техника в наличии. Но у игры Futuremark есть оригинальная и действительно работающая идея, которая забавляет вас как минимум два-три часа. А поскольку упомянутый конкурент — это, если что, скучный клон многопользовательского режима Halo, схема „с невесомостью, зато без всего остального“ нам кажется в разы дееспособней.
31 декабря 2009 года на сайте Absolute Games была опубликована рецензия на игру. Оценка игры составила 40 баллов из 100. Итог: «В любом случае такие „звёздные войны“ наскучивают уже через несколько раундов. Ни тактики, ни удовольствия от полетов в трёх измерениях, ни радости от набора „экспы“, существующей лишь ради статистики. При должном подходе из этой концепции можно было бы сделать хороший сетевой боевик, но Futuremark спешила нажиться на продаже технологической демоверсии».
21 января 2010 года на русскоязычном игровом сайте StopGame.ru был опубликован обзор на игру, в итоге игра получила статус «Проходняк», что значит «ниже среднего». «Shattered Horizon слабо тянет на полноценную и законченную игру. Больше всего она походит на техническую версию движка для продажи. Ну, или, на худой конец, демоверсию шутера „с претензией, но без бюджета“. Все предпосылки для этого имеются: тут один-единственный ствол, несколько карт и всего лишь три режима для опробования. В любом другом случае мы бы поставили самую неудовлетворительную оценку и забыли об этой стрелялке раньше, чем она успела бы отправиться в мусорную корзину. Здесь же покрывать все существующие изъяны вызвались заигрывания с пространством и гравитацией. Как средство для релаксации от созерцания бескрайних просторов вселенной (правда, на пустующих серверах) Shattered Horizon способна вызвать интерес. Во всех остальных случаях — пожалуй, нет».
В первом номере журнала «Страна Игр» за февраль 2010 года (№ 3, 2010) была опубликована небольшая рецензия на игру, в которой редакция оценила игру 5.5 баллами из 10. В статье были подведены достоинства и недостатки игры, по которым и выводилась её общая оценка: «Недостатки. Графике явно не хватает внимания к деталям. Всего три режима игры, два из которых завязаны на удержании контрольных точек; один вид оружия с двумя режимами стрельбы, три типа гранат и всего четыре карты — это как-то несерьёзно. Достоинства. Главная фишка — открытый космос — может ненадолго заинтриговать. Но интереса хватит на пару вечеров, не больше».
20 февраля 2010 года на игровом сайте GameGPU была опубликована небольшая рецензия на игру, и результаты её тестирования на различных настройках графики и с различным аппаратным обеспечением. В итоге игра получила несколько оценок (графика, геймплей и т. д.), а общая оценка составила 60 %. В заключение было сказано: «При установке такой высокой планки качества для видеокарт у Futermark должен быть действительно шедевральный продукт, но с таким геймплеем клиентов у Shattered Horizon будет совсем немного…»
1 марта 2010 года на русскоязычном сайте PlayHard была опубликована большая рецензия на игру, в которой наводилась информация относительно разработки игры, её составляющих (карты, режимы, оружие), а также был подведен общий итог игре. Вердикт: «Серверы Shattered Horizon временами напоминают необитаемый остров. Столпотворение там наблюдается лишь в дни промоакций или примечательных распродаж. У игры появились лояльные поклонники с массой интересных предложений и идей, но разработчики тут же остудили их пыл сообщением о том, что пока не готовы открыть программный код проекта для пользовательских модификаций. Если бы в Shattered Horizon были элементы RPG, хотя бы какие-то виды техники для управления или более внятные дизайны локаций, её можно было бы признать успешным независимым продуктом. Пока же эта концепция остается лишь очередным сетевым шутером с парочкой оригинальных находок и посредственной реализацией многих других значимых для этого весьма специфичного жанра аспектов.»

### Награды игры
11 декабря 2009 года игра получила награду за «Лучшие инновации» на сайте Brave New Gamer. «Shattered Horizon великолепен из-за многих причин. Кроме стандартного шутера и прекрасного мультиплеера, его действия разворачиваются в космосе. Вы используете реактивные ранцы. Действительно, вы мыслите не только в двух направлениях, но и в третьем. Это чувство „WHOA“, которое иногда появляется в играх Braid или Portal, но здесь оно всю игру. Ваш ум не только будет взорван, он, вероятно, возрастет в опыте. Просто не надо слишком напрягаться».
20 декабря 2009 года разработчики игры получили награду «Лучший разработчик компьютерных игр» на греческом сайте GameBot.gr.
22 декабря 2009 года Shattered Horizon получил награду в категории «HONORABLE MENTION» в статье «Самые лучшие игры за 2009» год на сайте DIYgamer. «Shattered Horizon, вероятно, лучшая мультиплеерная игра, в которую я играл в этом году, даже среди той большой массы ей подобных. У неё простая концепция: FPS в космосе, но она несёт с собой одну уникальность, которой является нулевая гравитация. Здесь нет верха или низа. И это все меняет, потому что нет ни одной игры с такой особенностью.»
1 января 2010 года на сайте Cinema Blend был опубликован список самых оригинальных игр за 2009 год. В нём Shattered Horizon занял первое место. «Разработчики игры отстранили себя от кучи других продуктов, сделав совсем иной подход к жанру шутеров, поэтому игра хорошо окупилась как PC-эксклюзив».
22 июля 2010 года на сайте DIYGamer были подведены итоги голосования за «лучшую инди-игру», в котором Shattered Horizon заняла первое место.